# Autoroute A26 (Autriche)
Pour les articles homonymes, voir A26.
L'autoroute autrichienne A26 (en allemand : Linzer Autobahn (A26) ou Autoroute de Linz) est un axe autoroutier situé en Autriche, qui sert de rocade à la ville de Linz.